# La stessa emozione
La stessa emozione è il terzo album del cantante italiano Andrea Nardinocchi, pubblicato il 29 maggio 2020 , prodotto dai Mamakass.

## Tracce
1. Tutto perfetto – 2:54 (testo: Andrea Nardinocchi – musica: Andrea Nardinocchi, Fabio Dale', Carlo Frigerio)
2. Questa vita – 3:29 (testo: Andrea Nardinocchi – musica: Andrea Nardinocchi, Fabio Dale', Carlo Frigerio)
3. Quando ti ho visto – 3:42 (testo: Andrea Nardinocchi – musica: Andrea Nardinocchi, Fabio Dale', Carlo Frigerio)
4. Droga – 3:36 (testo: Andrea Nardinocchi – musica: Andrea Nardinocchi, Fabio Dale', Carlo Frigerio)
5. Ridicolo – 2:49 (testo: Andrea Nardinocchi – musica: Andrea Nardinocchi, Fabio Dale', Carlo Frigerio)
6. Sanremo amore scusa – 2:51 (testo: Andrea Nardinocchi – musica: Andrea Nardinocchi, Fabio Dale', Carlo Frigerio)
7. La stessa emozione – 3:37 (testo: Andrea Nardinocchi – musica: Andrea Nardinocchi, Fabio Dale', Carlo Frigerio)
8. Solo pensieri – 3:39 (testo: Andrea Nardinocchi – musica: Andrea Nardinocchi, Fabio Dale', Carlo Frigerio)
9. Sono sicuro – 3:36 (testo: Andrea Nardinocchi – musica: Andrea Nardinocchi, Fabio Dale', Carlo Frigerio)
10. Ti voglio bene – 3:36 (testo: Andrea Nardinocchi – musica: Andrea Nardinocchi, Fabio Dale', Carlo Frigerio)